# Queremos tanto a Glenda
Queremos tanto a Glenda es el séptimo libro de cuentos del escritor argentino Julio Cortázar, publicado en 1980.

## Explicación del título
El libro toma prestado su nombre del cuento homónimo, el cual trata de cómo un club de cinéfilos el cual se reúne en torno a su admiración a la actriz Glenda Garson (la cual Cortázar inventó como personaje a partir de la actriz Glenda Jackson). En palabras del propio Julio: «El relato es muy simple: los amigos quieren tanto a Glenda que no pueden tolerar el escándalo de que algunas de sus películas estén por debajo de la perfección que todo gran amor postula y necesita, y que la mediocridad de ciertos directores enturbie lo que sin duda usted había buscado mientras las filmaba».
Todo esto lo explicaría Cortázar en el cuento Botella al mar, del libro Deshoras, escrito a manera de epílogo del cuento Queremos tanto a Glenda. «Que el libro lleve ese título se debe simplemente a que ninguno de los otros cuentos tenía para mi esa resonancia un poco nostálgica y enamorada que su nombre y su imagen despiertan en mi vida desde que una tarde, en el Aldwych Theatre de Londres, la vi fustigar con el sedoso látigo de sus cabellos el torso desnudo del marqués de Sade, imposible saber, cuando elegí ese título para el libro, que de alguna manera estaba separando el relato del resto».
En el mismo año en el que Cortázar publicó Queremos tanto a Glenda y escribió Botella al mar, la actriz Glenda Jackson filmó una película titulada «Hopscotch», que: «Tal como ahora en su última película que acabo de ver hace tres días aquí en San Francisco, alguien ha elegido un título, “Hopscotch”, alguien que sabe que esa palabra se traduce por Rayuela en español».
A decir de esta sincronicidad, Cortázar comentó en Botella al mar: «Entonces, Glenda, vi la fotografía de la protagonista y por primera vez fue el miedo. Haber llegado de México trayendo un libro que se anuncia con su nombre, y encontrar su nombre en una película que se anuncia con el título de uno de mis libros, valía ya como una bonita jugada del azar que tantas veces me ha hecho jugadas así».

## Cuentos
El libro se compone de 10 cuentos, divididos en tres secciones.

### I

#### Orientación de los gatos
Relato en el que se narra la relación que tiene el protagonista con su amada Alana y su gata Osiris. A medida que avanza la historia, se puede ver la dificultad que tiene el narrador para comprender a Alana y las similitudes que ella comparte con Osiris.

#### Queremos tanto a Glenda
Un grupo de fanáticos de la actriz Glenda Garson (una adaptación del nombre de la actriz Glenda Jackson) comienza a robar todas las películas de la actriz para luego reemplazarlas con versiones editadas en las que buscan «mostrar la perfección» de la actriz. Cuando Glenda anuncia su retirada del cine, el grupo se muestra satisfecho al considerar su trabajo como terminado. Sin embargo, cuando Glenda cambia de opinión, deciden tomar una medida drástica al respecto.

#### Historia con migalas
Dos mujeres viajan a Martinica desde Europa para escapar de su pasado. Al poco tiempo, llegan dos turistas estadounidenses los cuales se hospedan en la habitación de al lado de las protagonistas. La molestia que los vecinos les causan al principio pronto se transforma en curiosidad. Cuando los estadounidenses se marchan, las protagonistas no tardan mucho en empezar a extrañarlos.

### II

#### Texto en una libreta
Un hombre halla indicios de un extraño fenómeno que tiene lugar en el metro de Buenos Aires. A medida que prosigue sus observaciones, empieza a descubrir la curiosa rutina de los habitantes subterráneos. Pero, apenas se siente cerca de desvelar por completo el misterio, se halla descubierto y comienza a temer por su seguridad.

#### Recortes de prensa
Noemí, una escritora argentina la cual habita en Francia, recibe la petición de un amigo escultor de que escriba el texto que aparecería en un libro con imágenes de sus obras. Mientras conversan, pasan al tema de la violencia humana y los abusos de las dictaduras contra los derechos humanos y se reprochan su actitud impasible ante todos esos hechos. De regreso a casa, Noemí encuentra a una niña llorando y pidiendo ayuda. Al acompañarla, se encuentra con un hombre torturando a una mujer a la que rápidamente ayuda a liberarse y a inmovilizar al hombre. Cuando al día siguiente lee en un recorte de prensa un macabro suceso ocurrido en otra ciudad, empieza a entender realmente los sucesos ocurridos.

#### Tango de vuelta
Matilde es una mujer que empezó una nueva vida y vive con su esposo, su hijo y la sirvienta. Un día ve a un hombre de su pasado y queda aterrada. El hombre ahora se hace llamar Simón y al poco tiempo empieza una relación con su servienta. Pero Matilde está convencida de que él ha venido por ella y cada vez se vuelve más paranoica. Una noche que Simón se queda en la casa y que el esposo de Matilde sale de viaje, los eventos se suceden hasta desembocar en una tragedia.

### III

#### Clone
Un grupo de ocho músicos viaja por Latinoamérica interpretando los madrigales de Carlo Gesualdo. Pequeñas discordias dentro del grupo hacen que algunos de los integrantes duden de la continuidad del mismo. Cuando varios de ellos empiezan a sospechar que existe una relación adúltera entre dos de los miembros del grupo, las cosas empeoran. Llegada la fecha de un concierto en Buenos Aires, la mujer involucrada en los rumores desaparece y, sin embargo, todos entienden lo que ha ocurrido.

#### Graffiti
Historia que narra el inicio de una relación entre dos jóvenes que pintan grafitis durante la última dictadura militar argentina. Aunque nunca se ven frente a frente, rápidamente nace una complicidad entre ambos, la misma que se ve destruida por la autoridad. El final revela el triste destino que les esperaba a los detractores en la época.

#### Historias que me cuento
El narrador empieza por hablar de su costumbre de inventarse historias antes de dormir. Entre las muchas profesiones que adquiría, su favorita era la de camionero. Una historia que se repitió muchas veces involucraba a él como camionero teniendo sexo con una amiga llamada Delia. Un día que el narrador va a cenar con su esposa a casa de Delia y su esposo Alfonso, Delia cuenta una anécdota en que su auto se averiaba y tenía que pedir un aventón a un camionero. Alejados de los otros, el narrador le confiesa a Delia que conoce bien el desenlace de la anécdota.

#### Anillo de Moebius
Janet es una joven británica que pasa sus vacaciones en Francia. Mientras pasea en bicicleta por un bosque, un hombre se abalanza sobre ella y prosigue a violarla. El hombre, llamado Robert, se da cuenta de que ha asfixiado inadvertidamente a Janet, por lo que trata de huir. Un juicio prosigue y Robert es sentenciado a muerte. Sin embargo, antes de que llegue el día de su ejecución, se suicida. Es entonces cuando se encuentra de nuevo con Janet, que ha estado esperándolo.